# Manuele Blasi
Manuele Blasi (* 17. August 1980 in Civitavecchia) ist ein italienischer Fußballspieler. Er spielt im defensiven Mittelfeld.

## Karriere

### Im Verein
Blasi entstammt der Jugendabteilung der AS Rom, ab 1998 stand er im Profikader der Roma, 2000/01 war er an die US Lecce ausgeliehen, die Saison 2001/02 verbrachte er leihweise bei der AC Perugia. Dort avancierte er zum Stammspieler und wurde in der folgenden Saison vom Verein endgültig unter Vertrag genommen.
2002 wurde Manuele Blasi von Juventus Turin verpflichtet, die ihn direkt wieder an Perugia ausliehen. Auch die Saison 2003/04 verbrachte Blasi leihweise bei einem anderen Klub, diesmal bei der AC Parma. Im Januar 2004 sperrte ihn der Italienische Fußballverband für sechs Monate, da er bei einer Dopingkontrolle positiv auf Nandrolon getestet worden war. Die Sperre wurde nach Einlegung einer Berufung um einen Monat verkürzt, so dass er am Ende der Saison wieder mitwirken konnte, ehe er im Sommer nach Turin zurückkehrte.

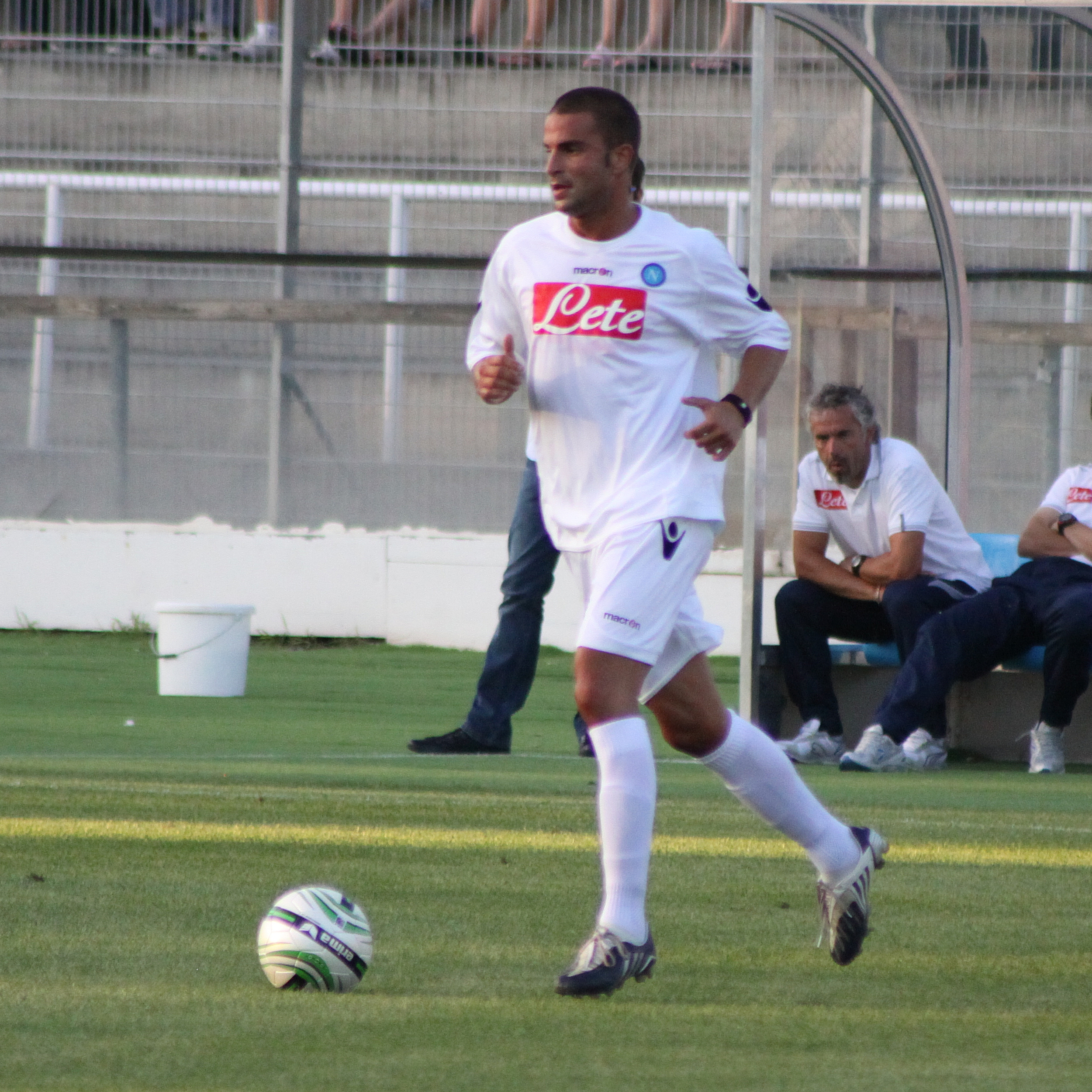
Blasi im Trikot des SSC Neapel

Zur Saison 2004/05 kehrte Blasi zur Alten Dame zurück, die mit Fabio Capello einen neuen Trainer verpflichtet hatte. Da Capello Blasi schon in der gemeinsamen Zeit bei der AS Rom besonders geschätzt und gefördert hatte, wurde Manuele Blasi in dieser Spielzeit zur Stammkraft im Mittelfeld und bildete anfangs mit seinem Partner Emerson den Grundstock für Juves 28. Meistertitel. Gegen Ende der Saison ließ ihn Capello jedoch öfter nur auf der Ersatzbank sitzen. 2005/06 kam Manuele Blasi dann über das Reservistendasein meist nicht mehr hinaus, gewann aber mit Juventus dennoch seinen zweiten Scudetto. Beide Meistertitel wurde später jedoch, wegen Juves Verwicklung in den Manipulationsskandal, wieder aberkannt.
Nachdem Juventus zur Spielzeit 2006/07 in die Serie B zwangsabsteigen musste, wurde Blasi an die AC Florenz ausgeliehen, wo er unter Trainer Cesare Prandelli wieder Stammspieler im Mittelfeld war. Nach seiner Rückkehr im Sommer zu Juventus, wurden im August 2007 50 % seiner Transferrechte an die SSC Neapel verkauft. Im Juni 2008 vereinbarten beide Klubs Blasis permanenten Wechsel zu Napoli.

### In der Nationalmannschaft
Manuele Blasi durchlief die Jugendnationalmannschaften des Italienischen Fußballverbandes seit der U-15. 1999 stand er mit Italien im Finale der U-19-Europameisterschaft, das in Norrköping mit 0:1 gegen Portugal verloren ging. 2002 erreichte er mit der italienischen U-21-Auswahl das Halbfinale bei der EM in Tschechien, wo man dem Gastgeber mit 2:3 n. V. unterlag.
Im August 2004 berief ihn der italienische Nationaltrainer Marcello Lippi für das Spiel gegen Island erstmals ins Aufgebot der Squadra Azzurra. Blasi debütierte sofort und war danach in der Qualifikation zur Weltmeisterschaft 2006 fester Bestandteil der Italienischen Nationalmannschaft. Sein bisher letztes Länderspiel absolvierte er am 12. Oktober 2005 beim 2:1 gegen Moldau.

## Erfolge
- Italienische Meisterschaft: 2004/05* - 2005/06*

* aberkannt im Rahmen des italienischen Fußball-Skandals 2005/2006